# Ninin Ga Shinobuden
Ninin Ga Shinobuden (яп. ニニンがシノブ伝 Ниннин га Синобудэн) — манга Рёити Коги, выходившая с 2000 по 2006 год. В 2004 году вышла аниме-адаптация манги.

## Сюжет
Сюжет повествует о девушке-ниндзя Синобу, являющейся единственной девушкой в школе учителя Онсокумару. Ниндзя этой школы никогда в жизни не держали в руках сюрикэна и Синобу не сильно отличается от них по уровню умений. Единый сюжет отсутствует, каждый эпизод представляет собой зарисовку из жизни Синобу и её подруги, Каэдэ.

## Персонажи
Синобу (яп. 忍 Синобу) — главная героиня, единственная девушка в школе Онсокумару. Глупа и плохо знает техники ниндзя. Например, не может становиться невидимкой и вместо полноценных клонов, у неё получаются одни руки летающие отдельно от тел. В начале сюжета, в качестве экзамена ей было поручено собрать трусики старшеклассниц. На выполнении этой миссии она столкнулась с Каэдэ, которая впоследствии стала её подругой. Испытывает к Каэдэ романтический интерес, но все попытки стать чем то большим чем подруги, Каэдэ пресекает. Сэйю: Нана Мидзуки
Каэдэ Сирануи (яп. 不知火楓 Сирануи Каэдэ) — главная героиня, подруга Синобу. Сэйю: Аяко Кавасуми
Мияби (яп. 雅 Мияби) — сестра Синобу. Одна из лучших учениц женской школы ниндзя и способна в одиночку избить Онсокумару, вместе со всеми его ниндзя разом. Сэйю: Риэ Кугимия
Онсокумару (яп. 音速丸 Онсокумару) — жёлтый колобок. Может отращивать крылья и превращаться в жёлтого гуманоида. Во всех своих формах обладает способностью летать. Для Синобу Онсокумару играет роль говорящего ручного сокола, пользуясь тем что Синобу настолько глупа, что не может распознать обман. Помимо этого, является главой школы ниндзя. Чтобы Синобу не догадалась что Онсокумару и глава — один человек, в образе учителя Онсокумару носит накладную бороду. Обычно Онсокумару ведет себя как озабоченный извращенец, за что бывает регулярно бит Мияби. В 2005 году, в гран-при журнала «Animage», Онсокумару занял восемнадцатое место среди мужских аниме-персонажей. Сэйю: Норио Вакамото
1. ↑  Результаты «Anime Grand Prix» (яп.). Animage (2005 год).